# Kupantakurunta (Mira)
Kupantakurunta (auch Kupanta-Kurunta, Kubanta-Kurunta, in Keilschrift Kupanta-dKAL) war hethitischer Vasallenkönig von Mira und regierte von ca. 1310 bis nach 1259 v. Chr. Er war der Neffe und Adoptivsohn von Mašḫuiluwa, der mit Muwatti verheiratet war, einer Tochter des hethitischen Großkönigs Šuppiluliuma I. Da die Ehe kinderlos blieb, wurde Kupantakurunta vom Paar adoptiert.
König Muršili II. setzte nach der Unterwerfung von Arzawa um 1315 v. Chr. Mašḫuiluwa als Vasallenkönig über Mira ein, das das Kernland von Arzawa bildete. Nachdem dieser sich gegen Muršili erhob, musste er fliehen, wurde schließlich ausgeliefert. Muršili II. setzte daraufhin in seinem 12. Regierungsjahr (wahrscheinlich 1310) Kupantakurunta als Vasallenkönig über Mira ein.
Kupantakurunta blieb offenbar auch Muršilis Nachfolgern Muwatalli II. und Muršili III. (Urḫi-Teššub) treu, nachdem Ḫattušili III. um 1265 v. Chr. den hethitischen Thron usurpiert hatte, und setzte sich erfolglos beim Pharao Ramses II. für Muršili III. ein. Ein entsprechender Brief an Ramses wird auf das Jahr 1259 v. Chr. datiert, jedoch war sein Ersuchen erfolglos, weil inzwischen offenbar der Friedensvertrag zwischen Ḫattušili III. und Ramses II. abgeschlossen war.
Nachfolger Kupantakuruntas als Könige von Mira waren Alantalli und wahrscheinlich Tarkasnawa. Wann Kupantakurunta starb, ist ungewiss. Van den Hout sieht in Kupantakurunta sogar den Verfasser eines stark fragmentierten Texts (KUB 6.47), in dem Alantalli erwähnt wird und der demnach ganz zu Beginn der Herrschaft von Tudḫalija IV. (ca. 1237 v. Chr., nach van den Hout ca. 1240 v. Chr.) entstand. Demnach handele es sich um einen Treueeid zur Amtseinführung Tudḫalijas, in dem der alternde Herrscher Miras seinem Sohn Alantalli die Nachfolge sichern möchte. Träfe dies zu, wäre Kupantakurunta erst nach Beginn der Herrschaft Tudḫalijas verstorben, jedoch noch vor Verfassen der Bronzetafel aus Boğazköy, die den, ebenfalls in die Frühphase der Herrschaft Tudḫalijas datierten, Staatsvertrag mit Kurunta schriftlich fixierte, als dessen Zeuge u. a. Alantalli aufgeführt ist. Die Lesung van den Houts stieß jedoch auf Ablehnung, vor allem weil Kupantakurunta in dem Fall außerordentlich alt geworden sein müsste.
Kupantakurunta wird nach Ansicht einiger Forscher in der Kurzform ku-pa-i(a) in einer der Felsinschriften am Suratkaya genannt, jedoch ist die Lesung strittig.